# Brugny-Vaudancourt
Brugny-Vaudancourt é uma comuna francesa na região administrativa do Grande Leste, no departamento de Marne. Estende-se por uma área de 19.87 km², e possui 446 habitantes, segundo o censo de 2018, com uma densidade de 22 hab/km².